# Coccothrinax argentata
Coccothrinax argentata là loài thực vật có hoa thuộc họ Arecaceae. Loài này được (Jacq.) L.H.Bailey mô tả khoa học đầu tiên năm 1939.

## Hình ảnh

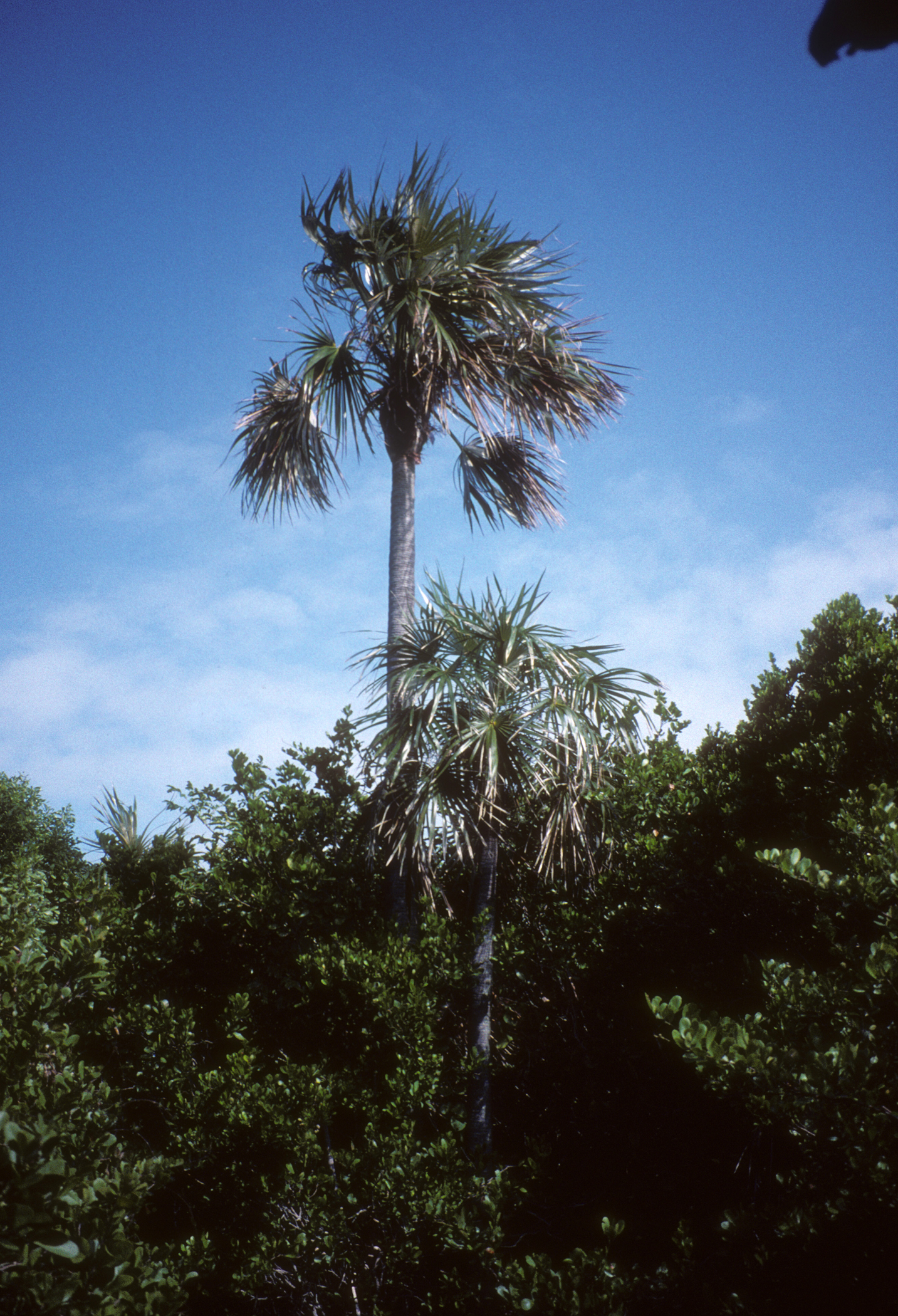
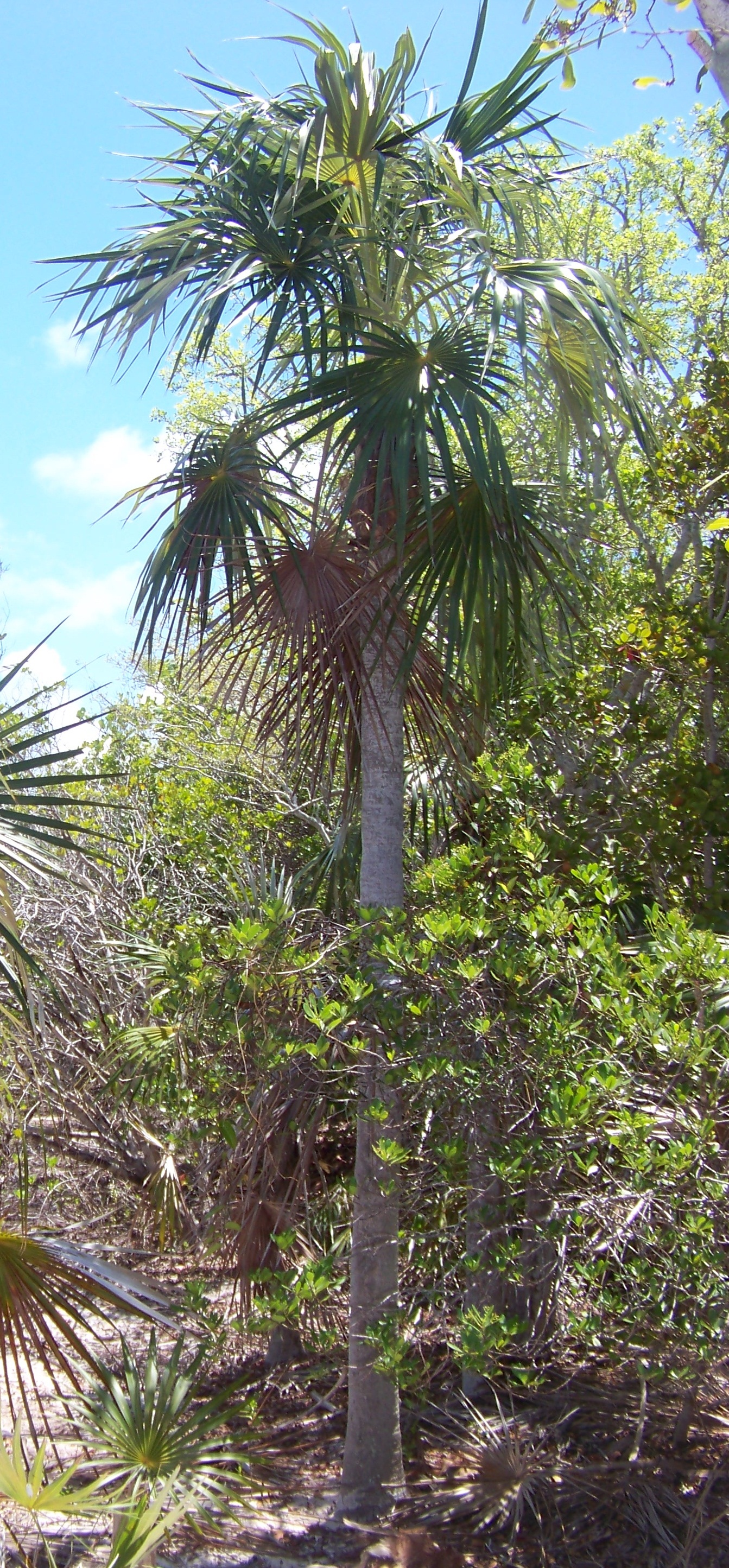